# Kispirit
Kispirit község Veszprém vármegyében, a Devecseri járásban.

## Fekvése
Veszprém vármegye nyugati szegélyén, a Marcal folyó mellékén található a kevesebb, mint 40 lakosú törpefalu. A legközelebbi szomszéd falu, a nyugati határában elterülő Nagypirit mindössze fél kilométerre fekszik tőle. Határa – elhelyezkedéséből adódóan – túlnyomórészt sík, csak a dél felől érkező apró vízerek völgyei alakítottak ki kisebb hullámokat a felszínen. Észak felé kiterjedt füves területeket találunk (Marcali-rétek), míg másfelé szántóföldek, dél-délkeleti irányban, kicsit távolabb erdők koszorúzzák a határt. Nem messze innen – a faluközponttól mintegy 12 kilométerre délkeletre – magasodik a magányos, vulkanikus eredetű Somló.

### Megközelítése
A település közlekedési helyzete viszonylag kedvezőtlen, csak Boba, illetve Csögle irányából érhető el, a 8415-ös úton. Vasútvonal nem érinti, a legközelebbi vasúti csatlakozási lehetőség a Székesfehérvár–Szombathely-vasútvonal és a Boba–Bajánsenye-vasútvonal közös szakaszának Boba vasútállomása, körülbelül 5 kilométerre nyugatra.

## Története
A települést 1532-ben említik először, neve valószínűleg személynévből (Pierre, Peir) származik. A közép-korban Pirit néven jegyzik. Lakossága egytelkes nemesekből és jobbágyokból áll. Lakói református vallásúak. A harangláb 1737-ből származik, míg 1739-ben toronnyal rendelkező fazsindelyes templomot építettek. A Csoron család birtoka. 1660 után nemesi falu. A néphagyomány szerint a kispiriti csárdában gyakran megfordult az utolsó híres bakonyi betyár, Savanyú Jóska.

## Közélete

### Polgármesterei
- 1990–1994: Horváth Jenő (FKgP)[3]
- 1994–1998: Horváth Jenő (független)[4]
- 1998–2002: Horváth Jenő (független)[5]
- 2003–2006: Németh Jenő Ferenc (független)[6]
- 2006–2010: Németh Jenő Ferenc (független)[7]
- 2010–2014: Németh Jenő Ferenc (független)[8]
- 2014–2019: Németh Jenő Ferenc (független)[9]
- 2019–2024: Németh Jenő Ferenc (független)[10]
- 2024– : Németh Jenő Ferenc (független)[1]

A településen a 2002. október 20-án megtartott önkormányzati választás után, a polgármester-választás tekintetében nem lehetett eredményt hirdetni, szavazategyenlőség miatt. Aznap a 85 szavazásra jogosult lakos közül 68 fő járult az urnákhoz, mindegyikük érvényesen szavazott, ám a szavazatokból egyformán 28-28 esett a három, független jelölt közül kettőre, Doma Győzőre és Dománé Szalóky Ilonára (a korábbi polgármester nem indult ezen a választáson). Az emiatt szükségessé vált időközi polgármester-választást 2003. április 27-én tartották meg; ezen a korábbi holtverseny részesei közül csak Doma [a hivatkozott forrás szerint Doha] Győző indult el, őt is legyőzte viszont egy új polgármesteri aspiráns.

## Népesség
A település népességének változása:
| Lakosok száma | 68   | 64   | 59   | 36   | 64   | 65   | 60   |
|               | 2013 | 2014 | 2015 | 2021 | 2022 | 2023 | 2024 |

A 2011-es népszámlálás során a lakosok 84,6%-a magyarnak, 1,3% németnek, 1,3% cigánynak mondta magát (15,4% nem nyilatkozott; a kettős identitások miatt az végösszeg nagyobb lehet 100%-nál). A vallási megoszlás a következő volt: római katolikus 30,8%, református 34,6%, evangélikus 12,8%, felekezeten kívüli 1,3% (19,2% nem nyilatkozott).
2022-ben a lakosság 76,6%-a vallotta magát magyarnak, 3,1% cigánynak, 1,6% németnek  (18,8% nem nyilatkozott; a kettős identitások miatt a végösszeg nagyobb lehet 100%-nál). Vallásuk szerint 18,8% volt római katolikus, 17,2% református, 17,2% evangélikus, 7,8% felekezeten kívüli (39,1% nem válaszolt).

## Nevezetességei
Református templom. Építési ideje: 1739.
Emlékmű (Széchenyi I. u.) Felirata: I. és II. világháborúban elesettek emlékére. Doma Károly, Szánthó István. Szánthó Ignác, Fülöp Imre, Szánthó Zsigmond, Vida János, Ferenczy Imre, Patkó Sándor, Kiss Sándor, Nyári Antal, Horváth Gyula, Doma Gábor, Farkas József, Hajmássy István, Ragács Lajos, Nagy Zsigmond, Molnár Sándor. II. Horváth Károly, Nagy Béla, Nagy Imre, Beck László, Schonenfeld Andor, Doma Géza, Beck Gyula. Anyaga: műkő, fekete márvány.